# Tarquinio e Lucrezia (Rubens)
Tarquinio e Lucrezia è il tema di un dipinto di Rubens.

## Storia

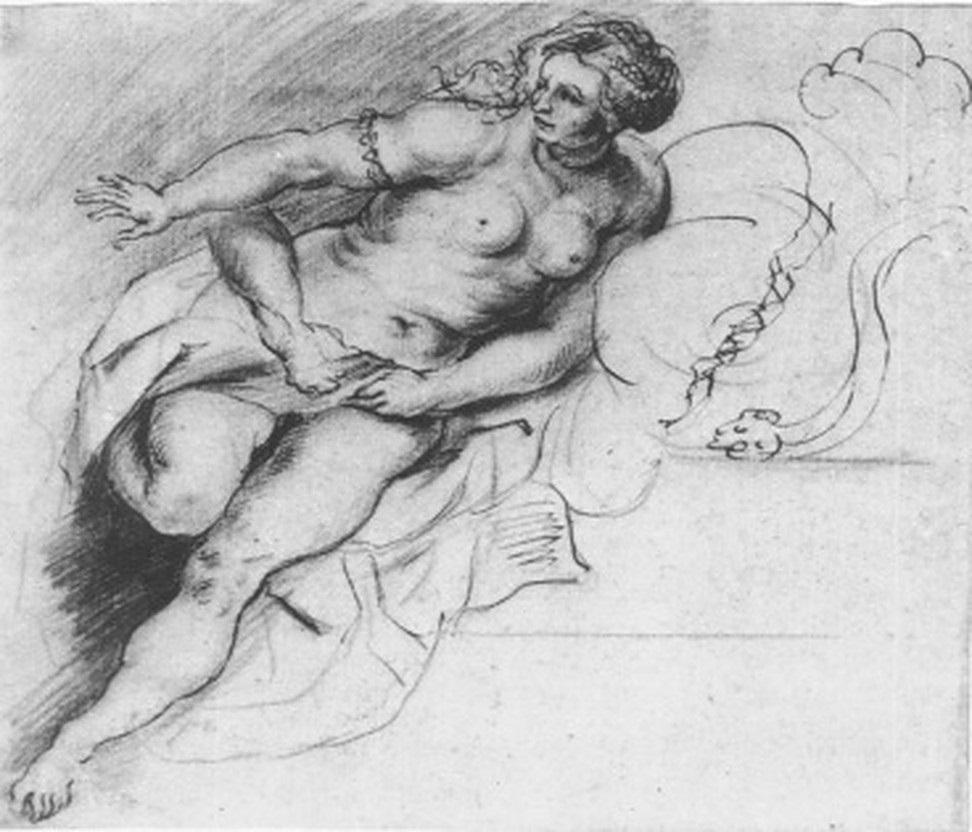
Willem Panneels da Rubens, Lucrezia, 1620-1630, Copenhagen, Royal Museum of Fine Arts

Il dipinto fu acquistato nelle Fiandre per conto di Federico il Grande di Prussia nel 1765 e, qualche anno dopo, fu collocato nella quadreria del Palazzo di Sanssouci a Potsdam. 
Durante la seconda guerra mondiale pare - ma la circostanza non è né documentata né pacifica - che della tela si fosse impadronito il gerarca nazista Joseph Goebbels che l'avrebbe spostata in una sua residenza nei pressi di Berlino. A guerra finita del dipinto s'era persa ogni traccia e l'opera fu quindi ritenuta smarrita o distrutta. 
Clamorosamente nel 1999 la tela riapparve in Russia nelle mani della figlia di un reduce dell'Armata Rossa che aveva partecipato alla conquista sovietica della capitale tedesca, dove evidentemente si era impossessato del quadro portandolo con sé in patria. Il dipinto peraltro, mal custodito per tutti quei decenni, si presentava in condizioni conservative molto compromesse. Dopo un lungo restauro, dal 2004 l'opera è esposta all'Ermitage ed è oggetto di una disputa tra la Germania che ne reclama la restituzione e la Russia che non intende concederla.
Almeno negli anni venti del Seicento il dipinto sicuramente era già stato eseguito in quanto la figura di Lucrezia è riprodotta in un disegno di Willem Panneels, un collaboratore di Rubens, facente parte del Rubens Cantoor, cioè una raccolta di disegni riproducenti le opere che si trovavano nella bottega del maestro, realizzati per l'appunto lungo il terzo decennio del secolo.
Tuttavia a livello critico si tende a datare l'opera, per considerazioni di carattere stilistico, ad un periodo prossimo al ritorno di Rubens ad Anversa dall'Italia (avvenuto alla fine del 1608). 
La riproduzione nel Rubens Cantoor (a meno che non si riferisca ad una replica ignota) sembra quindi attestare che la tela sia rimasta per molto tempo nell'atelier di Rubens, il che lascia supporre che l'artista possa aver realizzato il quadro per sé stesso (che comunque alla sua morte non era più tra gli averi di Rubens in quanto non registrato nell'inventario redatto in tale occasione).

## Descrizione e stile

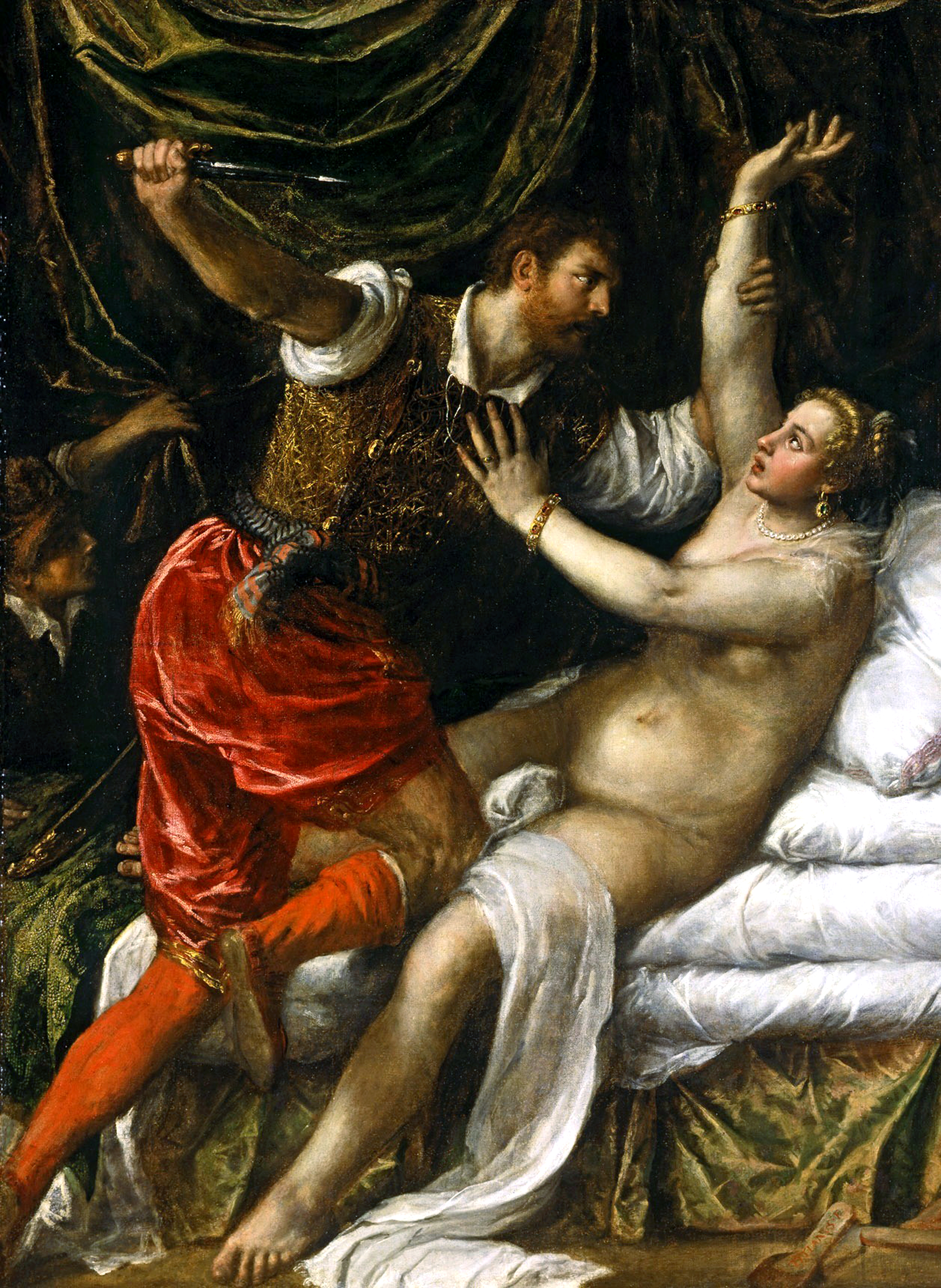
Tiziano, Tarquinio e Lucrezia, 1571 ca., Cambridge, Fitzwilliam Museum

Importante precedente per questo dipinto di Rubens è una tela di Tiziano, di identico soggetto, che il pittore di Anversa con ogni probabilità vide in Spagna. 
Sul piano compositivo infatti vi sono nel quadro seicentesco chiare riprese da questo dipinto: l'ambientazione, la disposizione dei protagonisti, alcuni dettagli figurativi.  
Tuttavia l'impianto psicologico ne differisce significativamente. In Tiziano, così come in tanti altri esempi rinascimentali raffiguranti lo stesso tema, assistiamo in sostanza ad una descrizione evenemenziale della vicenda di Lucrezia, tratta da fonti storiche quali la Ab Urbe condita di Tito Livio o l'Historia Romana di Dione Cassio. Sesto Tarquinio, spinto più da irritazione ed invidia per le virtù della casta matrona che da bramosia dei sensi, vuole senz'altro possederla carnalmente. A tal fine, entrato nella sua camera da letto, la minaccia di morte - Tiziano ci mostra quindi l'aggressivo stupratore a spada ben sguainata -, poi, con coercizione ancora più efficace, afferma che ucciderà anche il suo servo (la figura che fa capolino attraverso la tenda verde) per dire che li ha puniti avendoli sorpresi in flagrante adulterio nel talamo nuziale, gettando su lei e la sua famiglia il disonore. Lucrezia a questo punto non può far altro che cedere alle voglie dell'uomo per poi ristabilire la sua virtù suicidandosi eroicamente. 

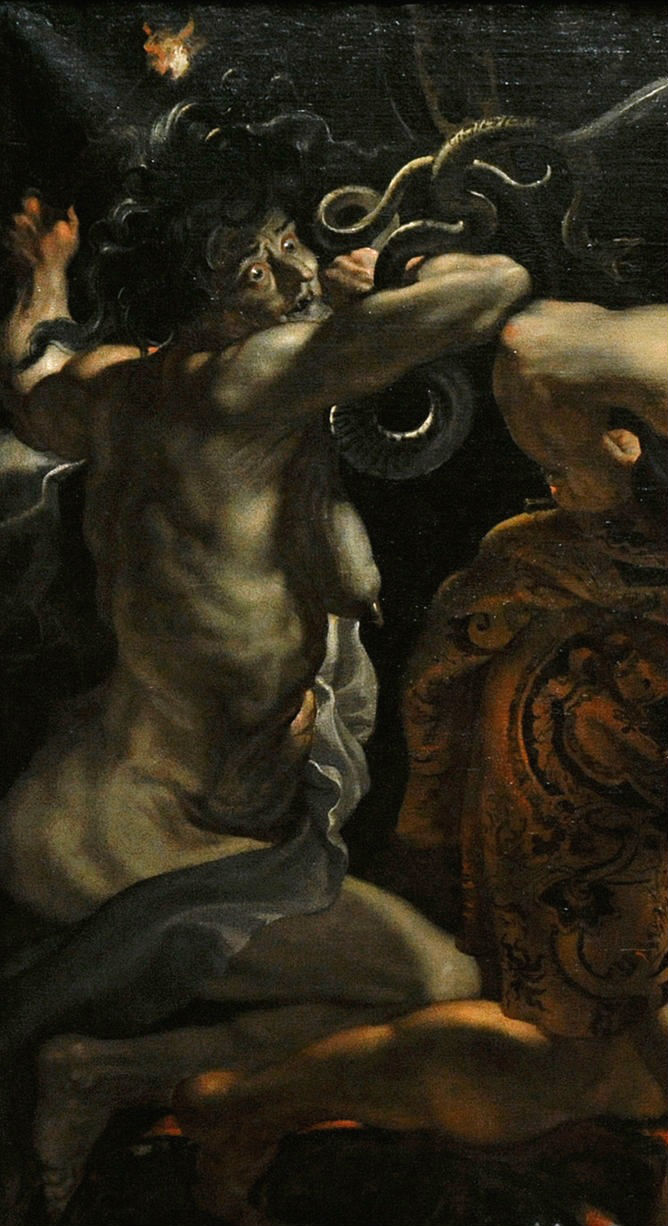
La Furia, particolare

In buona sostanza l'intento di questi precedenti è quello di raffigurare un exemplum di incorruttibilità muliebre e di stigmatizzare gli abusi della tirannide, anche se non si perde l'occasione favorevole all'inserimento di elementi erotici (la ricorrente nudità di Lucrezia). 
Rubens sembra avere un altro scopo e forse deriva il suo dipinto non da una fonte storica, ma piuttosto poetica, cioè i Fasti di Ovidio (II, 721-812) dove è tratteggiato il tormento interiore di Tarquinio che dopo aver vista la bellissima Lucrezia è preso da una passione cieca e folle che lo condurrà fino al turpe gesto. Con le parole di Ovidio:
Rubens sceglie quindi un momento dell'azione che precede quello dell'esplicita minaccia inscenato in Tiziano e in tanti altri esempi figurativi sul soggetto.
Tarquinio, con una singolare veste all'orientale, che forse simbolizza la sua depravazione, si è introdotto nella lussuosa camera da letto dove qualche elemento antichizzante non nasconde l'ambientazione di gusto veneziano.
Egli si illude ancora di sedurre Lucrezia con blandizie e lusinghe e la spada è celata dietro la sua schiena. Lucrezia però rifiuta e in questo preciso istante la passione delusa di Tarquinio lo spinge alla violenza: sembra immediatamente accorgersene il cupido che al centro in volo illumina l'alcova. L'amorino infatti si volge al figlio del re di Roma con espressione sgomenta. 
Sulla sinistra della tela - hapax nella pur cospicua produzione pittorica sul tema - vi è la personificazione di una Furia. È la mostruosa megera col seno vizzo e cadente che ha nella sinistra una torcia e nella destra un serpente che si aggroviglia intorno al suo braccio. La Furia potrebbe simboleggiare il sentimento che la frustrazione amorosa ha instillato in Tarquinio, suggellando il dramma che sta per compiersi. Tuttavia l'attributo del serpente potrebbe identificarla più specificamente in Tisifone, Erinni che nella mitologia greco-romana aveva il compito di punire i delitti più gravi. La figura potrebbe quindi alludere alla punizione inflitta a Sesto Tarquinio - moralmente responsabile della morte di Lucrezia - con la cacciata da Roma e poi la sua uccisione. La serpe in effetti pare accingersi a mordere costui.   

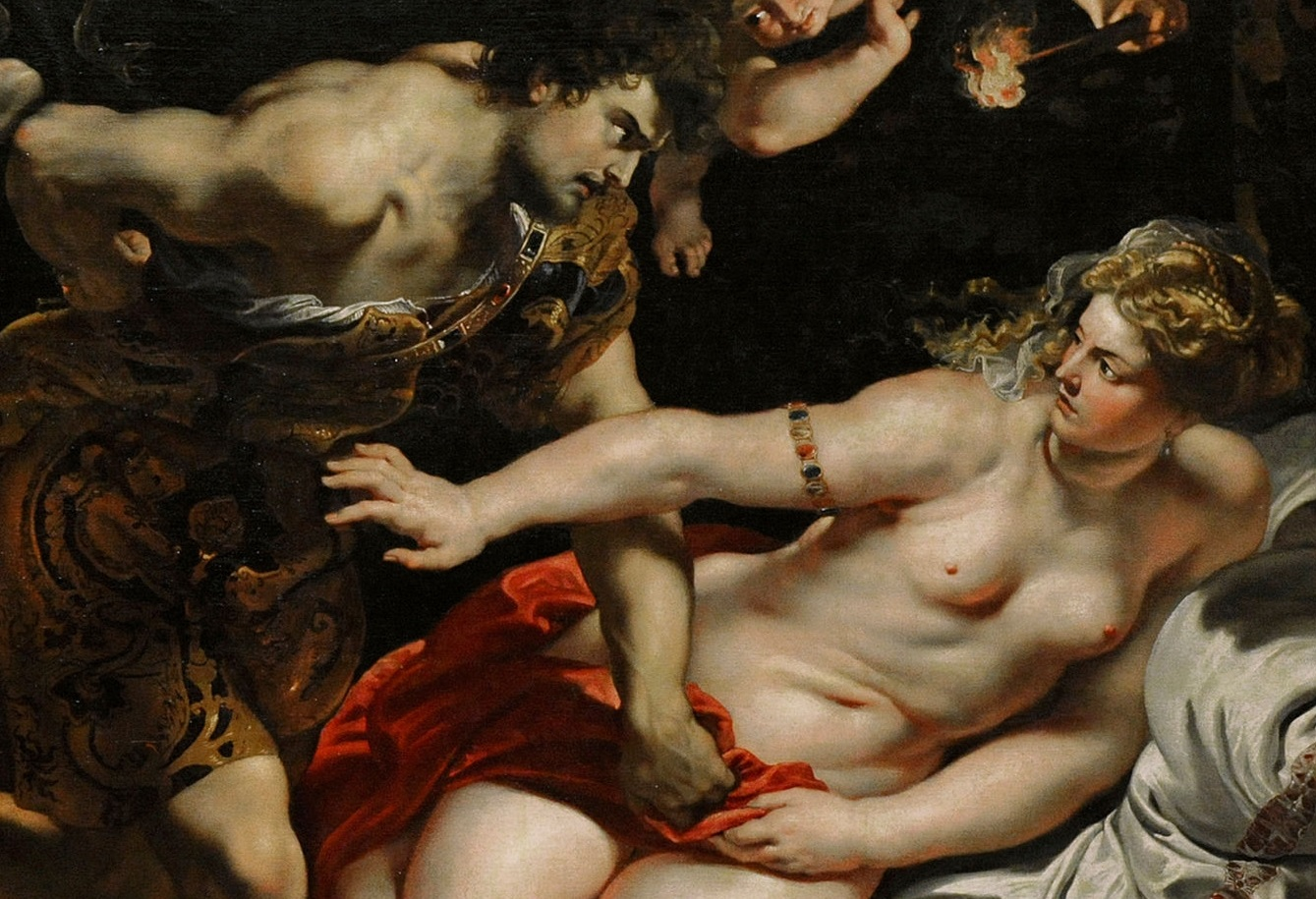
Tarquinio e Lucrezia, particolare

Nella composizione sembrano tuttavia scorgersi degli elementi di ambiguità che possono suggerirne anche altri, paralleli, registri di lettura. Nell'indecifrabile sguardo di Lucrezia e nella gestualità delle sue mani si può forse cogliere un'incertezza circa i suoi reali sentimenti e, in particolare, appare possibile chiedersi se col braccio destro, vista l'apparente indecisione del gesto, Lucrezia spinga via Tarquinio oppure se al contrario ella diriga la sua mano verso il ventre di lui. 
Ambiguità che, in ultima analisi, rimandano alla rilettura della storia di Tarquinio e Lucrezia fatta da sant'Agostino. In un passo della De civitate Dei Agostino adombra infatti la possibilità che Lucrezia, contrariamente alle testimonianze della storiografia romana, abbia ceduto alla seduzione del principe, provandone piacere. Per tale ragione, cioè per la vergogna dell'adulterio e non per onore, ella si sarebbe poi suicidata. In questa chiave la presenza della Furia potrebbe pertanto alludere alla punizione anche di Lucrezia.  
Avendo messo in scena un dramma delle passioni (del solo Tarquinio o di entrambi i protagonisti?), Rubens dà forte risalto all'elemento sensuale. Lucrezia è bella e raffinata - nell'acconciatura, nei monili - come una Venere e la sua nudità è ampiamente offerta all'osservatore: il pittore si preoccupa di sdraiarla di fianco affinché il suo seno si mostri frontalmente al riguardante. La mano di Tarquinio si protende verso il pube dell'eroina - v'è un reciproco gesto di Lucrezia? - accrescendo ulteriormente la temperatura erotica del quadro.